# イェスデル
イェスデル（モンゴル語: Есүдэр Yesüder、1359年-1391年）は、モンゴルの第18代皇帝（ハーン）。チンギス・カンの孫で、兄クビライと帝位を争ったアリク・ブケの後裔にあたる。第17代皇帝のウスハル・ハーン（天元帝トグス・テムル）を弑逆してクビライの王統を一時的に断絶させ、北元時代をもたらしたことで知られる。
モンゴル皇帝としての称号はジョリクト・ハーン（Зоригт хаан J̌oriγtu qaγan）。ただし、「ジョリグト・ハーン」という称号はモンゴル語史料のみに記され、『明実録』などの漢文史料では也速迭児（yěsùdiéér）、『ザファル・ナーマ』などのペルシア語史料ではیسودار（yisūdār）とそれぞれ表記されている。

## 生涯

### 生い立ち
イェスデルの出自については不明な点が多いが、『華夷訳語』に「アリク・ブケの子孫の大王、イェスデル（Ariqbökö-yin uruγ-un kö'ün Yisüder）」とあることから、チンギス・カンの末子トゥルイの末子たるアリク・ブケの後裔であったことが確認される。アリク・ブケは第4代皇帝モンケの死後に帝位を巡って兄のクビライと争い敗れたものの、その一族はイェスデルに至るまでモンゴル高原の西部に勢力を有していた。

### ハーンの弑逆、即位
1388年（天元10年/洪武21年）、高原東部のホロンボイル地方ブイル・ノールでウスハル・ハーン（天元帝トグス・テムル）が明の将軍藍玉に大敗するという大事件が起こった（ブイル・ノールの戦い）。これを好機と見たイェスデルはハーンに対する反乱を起こし、西方のカラコルムを目指してわずか16騎で落ち延びていたトグス・テムルをトーラ川の河畔で突如襲撃した。ハーンはわずかな従者とともに逃げ延びたが、イェスデルは更にホルフダスン大王らを派遣してこれを捕らえた。イェスデルはトグス・テムルを縊り殺すと、自らハーンに即位し、先祖アリク・ブケがトグス・テムルの先祖クビライとハーン位を争った内戦（モンゴル帝国帝位継承戦争）以来百数十年ぶりに、アリクブケ家にハーン位を取り戻した。なお、『華夷訳語』によるとこの時アリク・ブケを支援したのは帝位継承戦争の頃よりアリク・ブケと縁の深いオイラト部族であった。

### 治世
イェスデルがハーンに即位した頃には、明との度重なる敗北と内紛のために北元は大幅に後退し、多くの王族や貴族が明に降ってしまっていた。1389年（洪武22年）4月にはかつてウスハル・ハーンの側近であったネケレイとシレムンは明朝に降ってそれぞれ全寧衛の長官とされ、更に翌5月にはオッチギン家の末裔アジャシュリも明朝に降りその勢力はウリヤンハイ三衛の名を与えられた。このような事態に対し、イェスデルは配下のアンダ・ナガチュを派遣することで自らの支配権を東方に拡大しようと試みた。アンダ・ナガチュはオノン河流域まで進出して明朝に降ったモンゴル人と密かに接触し、同年8月にはシレムンがともに明朝に降ったネケレイを殺して背き、アンダ・ナガチュの下に逃れた。このような事態に対し、明朝の側では1392年（洪武25年）に周興を派遣してオノン河〜ヒンガン山脈一帯のアンダ・ナガチュ及びイェスデルに従う勢力を討伐させている。

### オイラト部族連合の結成
イェスデルの治世において最も特筆すべき事件は、クビライ家の統治に不満を持つモンゴル高原西方の四部族、すなわちオイラト部族（後のホイト部）、ケレイトの末裔ケレヌート（後のトルグート部）、ナイマンの末裔チョロース（後のジューンガル）、バルグト諸部がイェスデルを戴いて後世「四オイラト（Dörben Oyirad）」と呼ばれる部族連合を結成したことであった。イェスデルがハーン位を簒奪してから間もない1391年に没するとその息子エンケがハーンとして即位したが、この頃には度重なる混乱によってハーンの権威は失墜しゴーハイ太尉やオゲチ・ハシハといったオイラト部族連合の指導者に実権は奪われていった。エンケ・ハーン以後はこれらオイラト部族連合の指導者どうしの争いも多発し、更にこの隙をついて東方ではウスハル・ハーンの遺臣たちがオゴデイ家のオルク・テムルを戴いてモンゴルを復興したため、モンゴル高原の混乱は深まった。
一方、イェスデルによりクビライ家のハーンが断たれたことから明は大元ウルスが断絶したものと捉え、オイラト部族連合のことを「瓦剌（オイラト）」、東方の復興したモンゴル部族連合を韃靼（タタール）と呼び、決して「（大）元/韃靼」とは呼称しなかった。ただし、オイラト部族連合から出たエセン・ハーン、モンゴル部族連合から出たダヤン・ハーンはそれぞれ「大元のハーン」を自称しており、モンゴル人の自意識としてはイェスデル以後も大元大モンゴル・ウルスは存続していたと考えていた。

## モンゴル年代記における記述
イェスデルと、その後継者エンケの治世は17世紀以降に編纂されるようになった多くのモンゴル年代記の中で、最も情報が錯綜している箇所である。まず、モンゴル年代記の中で最も著名な『エルデニイン・トブチ（蒙古源流）』はウスハル・ハーンの没後に「エンケ・ジョリクト・ハーン」なる人物が1389年（己巳）から1392年（壬申）にかけて在位し、その後エルベク・ハーンが1393年（癸酉）から1399年（己卯）まで在位していたとする。一方、18世紀に入ってから編纂された『ガンガイン・ウルスハル（恒河の流れ）』では『蒙古源流』とは全く異なる記述をしており、「ジョリクト・ハーン」が1389年（己巳）〜1391年（辛未）、「エンケ・エルベク・ハーン」が1392年（壬申）〜丁丑（1397年）に在位していたとする。最後に、最も早期に編纂されたとみられる『アルタン・トブチ（黄金史綱）』は「ジョリクト・ハーン」、「エンケ・ハーン」、「エルベク・ハーン」という3人のハーンが立ったとし、それぞれの在位年代を1388年（辰年）〜1391年（未年）、1391年（未年）〜1394年（戌年）、1394年（戌年）〜1399年（卯年）とする。
このようなモンゴル年代記の情報の混乱を正しうるのが、同時代にティムール朝で編纂されたペルシア語史書である。ティムール朝で編纂された『ザファル・ナーマ（勝利の書）』などの史書は一致してウスハル・ハーンの後、یسودار（Yesüder>Yisudar>yīsūdār）、انکه（Engke>Änkä>anka）、・الیک（Elbeg>Älbäk>alyak）、という3人のハーンが立ったとする。yīsūdār、anka、alyakは明らかにイェスデル、エンケ、エルベクを指し、このようなペルシア語史書の記録はこれら3名を別人とする『アルタン・トブチ』の記述が最も正しいことを立証する。また、明朝で編纂された漢文史料ではエンケ、エルベクの治世について全く言及しないが、『明実録』には「アユルシリダラからクン・テムルに至るまで［ハーンは］凡そ6代……（自順帝之後、伝愛由識里達臘至坤帖木児凡六輩……）」という記述がある。これも、アユルシリダラ（ビリクト・ハーン）/トグス・テムル（ウスハル・ハーン）/イェスデル（ジョリクト・ハーン）/エンケ・ハーン/エルベク・ハーン/クン・テムル・ハーンと数えると丁度6代となり、ジョリクト/エンケ/エルベクをそれぞれ別人とする『アルタン・トブチ』/『ザファル・ナーマ』の記述の正しさを裏付ける。
なお、『蒙古源流』のみは「エンケ・ジョリクト・ハーン」の血縁関係について言及しており、ウスハル・ハーンの息子で、エルベク・ハーンとハルグチュク・ドゥーレン・テムル・ホンタイジの兄であったとする。しかし、同時代に編纂された『華夷訳語』でアリク・ブケの末裔と明記されるジョリクト（イェスデル）がクビライ直系のウスハル・ハーンの息子であるわけがなく、この系図は甚だ疑わしいものである。また、ハルグチュクの後裔にあたるタイスン・ハーン、ダヤン・ハーンらはいずれもクビライ家の末裔を称しており、ハルグチュクとの兄弟関係も疑わしい。
| イェスデル（ジョリクト・ハーン）とエンケ・ハーンの治世の記録 | イェスデル（ジョリクト・ハーン）とエンケ・ハーンの治世の記録 | イェスデル（ジョリクト・ハーン）とエンケ・ハーンの治世の記録 | イェスデル（ジョリクト・ハーン）とエンケ・ハーンの治世の記録 |
| 史料                                                         | イェスデル                                                   | エンケ                                                       | エルベク                                                     |
| ------------------------------------------------------------ | ------------------------------------------------------------ | ------------------------------------------------------------ | ------------------------------------------------------------ |
| 『明実録』                                                   | 也速迭児（yěsùdiéér）                                        | 記録なし                                                     | 記録なし                                                     |
| 『蒙古源流』                                                 | Engke J̌oriγtu qaγan（1389年〜1392年）                        | Engke J̌oriγtu qaγan（1389年〜1392年）                        | Elbeg qaγan（1393年〜1399年）                                |
| 『恒河之流』                                                 | J̌oriγtu qaγan（1389年〜1391年）                              | Engke Elbeg qaγan（1392年〜1397年）                          | Engke Elbeg qaγan（1392年〜1397年）                          |
| 『黄金史綱』                                                 | J̌oriγtu qaγan（1388年〜1391年）                              | Engke qaγan（1391年〜1394年）                                | Elbeg qaγan（1394年〜1399年）                                |
| 『アルタン・トプチ』                                         | J̌oriγtu qaγan（1388年〜1391年）                              | 記録なし                                                     | Elbeg qaγan（1394年〜1399年）                                |
| 『勝利の書』                                                 | یسودار（yīsūdār）                                            | انکه（anka）                                                 | الیک（alyak）                                                |

## アリク・ブケ王家
- アリク・ブケ大王（Ariq Buke >阿里不哥/ālǐbúgē,اریغ بوکا/Arīq būkā）
  - 威定王ヨブクル（Yobuqur >薬木忽児/yàomùhūěr,یوبوقور/Yūbūqūr）
  - メリク・テムル（Melik temür >明里帖木児/mínglǐ tiēmùér,ملک تیمور/Melik tīmūr）
    - ミンガン（Mingγan >منگقان/Mingqān）
      - ソセ（Söse >سوسه/Sūsa）
        - アルバ・クウン（Arpa Ku'ün >ارپا كاون/Arpā Kāūn）

  - ナイラク・ブカ大王（Nairaqu buqa >乃剌忽不花/nǎiláhū búhuā,نایرو بوقا/Nāīrū būqā）
    -       -         - イェスデル・ジョリクト・ハーン（Yesüder J̌oriγtu qaγan >也速迭児/yěsùdiéér,یسودار/yīsūdār）
          - エンケ・ハーン（Engke qaγan >انکه/anka）